# Chalcopteroides
Genre
Chalcopteroides est un genre de coléoptères appartenant à la famille des Tenebrionidae, et décrit pour la première fois par Embrik Strand en 1935. Ce genre était autrefois nommé Chalcopterus. L'espèce type est Chalcopterus iridicolor.
Les Chalcopteroides sont des insectes de forme ovale et de couleur noire avec des reflets métalliques bleus ou verts sur les ailes. Ils mesurent environ 20 mm de long.
Ces insectes sont présents sur l'ensemble de l'Australie. On les trouve dans les forêts sclérophylles, où ils vivent sous l'écorce des eucalyptus principalement. Ils se nourrissent de matière en décomposition, et certains sont considérés comme des nuisibles des stockages de céréales.